# Последний герой (сборник)
«После́дний геро́й» (фр. Le dernier des héros) — сборник перезаписанных песен группы «Кино», содержащий одну из известнейших песен группы — «Хочу перемен». Вышел в апреле 1989 года во Франции.
Южнокорейское издание альбома «빅토르 최 (The Last Hero)» 1995 и 2001 годов, вышедшее на лейбле Nices на компакт-кассетах и Ene media на CD, является компиляцией песен из альбомов и с оригиналом почти ничего общего не имеет.
В поддержку альбома вышел третий сингл «Кино» под названием Maman.

## История создания
Первоначально название «Последний герой» предназначалось альбому, который записывался в 1982 году на студии МДТ, но так и не был закончен, так как Цой забраковал ленту. Впоследствии фрагмент той записи был опубликован в 1992 году в альбоме «Неизвестные песни» с сохранившейся копии Валерия Кирилова.
«Последний герой» был записан на студии Валерия Леонтьева в Москве в январе 1989 года, а сведён на студии Studio du Val d’Orge в парижском пригороде Эпине-сюр-Орж. На той же студии в ноябре 1990 года был сведён «Чёрный альбом». Выход пластинки финансировал Жоэль Бастенер, атташе по культуре посольства Франции в СССР. Песни выбирал сам Цой: он решил сделать «Best of» и настоял на том, чтобы альбом сводили во Франции. Записав в студии Валерия Леонтьева материал, Виктор передал его Жоэлю. В «Последний герой» вошли песни из «Группы крови», а также новые версии «Электрички», «Троллейбуса» и «Последнего героя». Кроме всего этого, в альбом вошла известная композиция «Мы ждём перемен». В итоге, получился настоящий сборник хитов группы «Кино». Его выпустили во Франции в апреле 1989 года на грампластинках лейблом Off The Track Records под названием Le Dernier Des Héros. К нему также был издан сингл Maman.
Дизайн обложки сделан на основе оригинального коллажа Виктора Цоя и Георгия Гурьянова. Во время работы также были записаны песни «Транквилизатор», «Стук» и «Blood type» («Группа крови» на английском языке), которые не вошли в альбом. Последняя песня была выпущена в сборнике «Последние записи» 2002 года, другие же были неизвестны вплоть до 2023 года.
В альбоме ремиксов «Виктор Цой: Печаль» 2000 года фонограмма вокала взята из «Последнего героя».
Сингл «Maman» вышел на грампластинках (миньонах) также в 1989 году. В него вошли две песни из сборника «Последний герой»: «Maman» (рус. Мама, мы все тяжело больны) и «Trolleybus» (рус. Троллейбус), на обложке изображена фотография Анны Моисеевны Рубинштейн — первой жены Эдуарда Лимонова.
В 2019 году сингл переиздан российским лейблом Maschina Records. В 2023 году сборник был переиздан лейблом Maschina Records. В переиздание вошли оригинальное французское сведение, оригинальное московское сведение, выполненное Виктором Цоем и Михаилом Кувшиновым, а также демо-запись, сделанная на студии Георгия Гурьянова.

## Хронология выхода

### Сборник
| Регион  | Дата | Лейбл                         | Формат | Каталог      | Название             |
| ------- | ---- | ----------------------------- | ------ | ------------ | -------------------- |
| Франция | 1989 | Off The Track Records         | LP     | OTT 370 119  | Le dernier des héros |
| Франция | 1989 | Off The Track Records         | CD     | OTT 770 119  | Le dernier des héros |
| СССР    | 1991 | Russian Disc                  | LP     | R60 00405    | Le dernier des héros |
| Россия  | 1993 | Moroz Records                 | CD     | MR 93007 CD  | Последний герой      |
| Россия  | 1994 | Moroz Records                 | CS     | MR 94006 MC  | Последний герой      |
| Россия  | 1994 | Moroz Records General Records | CS     | CD GR 90206  | Последний герой      |
| Австрия | 1996 | Moroz Records                 | CD     | MR 96116 CD  | Последний герой      |
| Россия  | 1996 | Moroz Records                 | CS     | MR 96006 MC  | Последний герой      |
| Россия  | 1998 | Moroz Records                 | CD     | dMR 02098 CD | Последний герой      |
| Россия  | 2002 | Moroz Records                 | CS     | MR 96006 MC  | Последний герой      |
| Россия  | 2012 | Moroz Records                 | CD     | MR 12028 dCD | Последний герой      |
| Россия  | 2012 | Moroz Records                 | CD     | MR 12010 CD  | Последний герой      |
| Россия  | 2012 | Moroz Records                 | LP     | MR 12023 LP  | Последний герой      |
| Россия  | 2023 | Maschina Records              | LP     | MKK892LP     | Последний герой      |
| Россия  | 2023 | Maschina Records              | CD     | MKK892CD     | Последний герой      |
| Россия  | 2023 | Maschina Records              | CS     | MKK892MC     | Последний герой      |

### Сингл
| Регион  | Год  | Лейбл                 | Формат | Каталог    |
| ------- | ---- | --------------------- | ------ | ---------- |
| Франция | 1989 | Off The Track Records | 7"     | OTT 470119 |
| Россия  | 2019 | Maschina Records      | 7"     | MASHLP-010 |
| Россия  | 2019 | Maschina Records      | CD     | MASHCD-021 |

## Список композиций
Слова и музыка всех песен — Виктор Цой.

### Сборник «Последний герой»

#### Издание Moroz Records
| №                   | Название                                   | Длительность |
| ------------------- | ------------------------------------------ | ------------ |
| 1.                  | «Мы ждём перемен» (Changement!)            | 4:55         |
| 2.                  | «Электричка» (Train de Banlieue)           | 4:49         |
| 3.                  | «Война» (Guerre)                           | 4:04         |
| 4.                  | «Троллейбус» (Trolleybus)                  | 2:56         |
| 5.                  | «Печаль» (D'où Vient Donc Cette Tristesse) | 5:10         |
| 6.                  | «Последний герой» (Le Dernier des Héros)   | 3:06         |
| 7.                  | «Группа крови» (Groupe Sanguin)            | 4:00         |
| 8.                  | «Мама, мы все тяжело больны» (Maman)       | 3:50         |
| 9.                  | «В наших глазах» (Dans Nos Yeux)           | 3:47         |
| 10.                 | «Спокойная ночь» (Bonne Nuit)              | 6:24         |
| Общая длительность: | Общая длительность:                        | 43:01        |

#### Издание Maschina Records

###### Французское сведение
| №                   | Название                                   | Длительность |
| ------------------- | ------------------------------------------ | ------------ |
| 1.                  | «Мы ждём перемен» (Changement!)            | 5:05         |
| 2.                  | «Электричка» (Train de Banlieue)           | 4:57         |
| 3.                  | «Война» (Guerre)                           | 4:10         |
| 4.                  | «Троллейбус» (Trolleybus)                  | 3:02         |
| 5.                  | «Печаль» (D'où Vient Donc Cette Tristesse) | 5:20         |
| 6.                  | «Последний герой» (Le Dernier des Héros)   | 3:13         |
| 7.                  | «Группа крови» (Groupe Sanguin)            | 4:07         |
| 8.                  | «Мама, мы все тяжело больны» (Maman)       | 3:57         |
| 9.                  | «В наших глазах» (Dans Nos Yeux)           | 3:54         |
| 10.                 | «Спокойная ночь» (Bonne Nuit)              | 6:33         |
| Общая длительность: | Общая длительность:                        | 44:18        |

###### Оригинальное московское сведение
| №                   | Название                     | Длительность |
| ------------------- | ---------------------------- | ------------ |
| 1.                  | «Мы ждём перемен»            | 5:35         |
| 2.                  | «Электричка»                 | 5:47         |
| 3.                  | «Война»                      | 4:45         |
| 4.                  | «Троллейбус»                 | 3:44         |
| 5.                  | «Печаль»                     | 5:31         |
| 6.                  | «Последний герой»            | 3:09         |
| 7.                  | «Группа крови»               | 4:53         |
| 8.                  | «Мама, мы все тяжело больны» | 4:20         |
| 9.                  | «В наших глазах»             | 4:21         |
| 10.                 | «Спокойная ночь»             | 6:33         |
| Общая длительность: | Общая длительность:          | 48:38        |

### Сингл Maman
Оригинальное издание
| №                   | Название                             | Длительность |
| ------------------- | ------------------------------------ | ------------ |
| 1.                  | «Maman (Мама, мы все тяжело больны)» | 3:53         |
| 2.                  | «Trolleybus (Троллейбус)»            | 2:56         |
| Общая длительность: | Общая длительность:                  | 06:49        |

CD-издание Maschina Records (2019)
| №                   | Название                                    | Длительность |
| ------------------- | ------------------------------------------- | ------------ |
| 1.                  | «Maman (Мама, мы все тяжело больны)»        | 3:51         |
| 2.                  | «Trolleybus (Троллейбус)»                   | 2:57         |
| 3.                  | «Train de banlieue (Электричка) (Live)»     | 3:15         |
| 4.                  | «Maman (Мама, мы все тяжело больны) (Live)» | 4:33         |
| Общая длительность: | Общая длительность:                         | 14:36        |

## Запись альбома
- Записано в Москве (СССР) на студии Валерия Леонтьева в январе 1989 года.
- Сведено в Эпине-сюр-Орж (Франция) на студии Studio du Val d’Orge в феврале 1989 года.

## Участники записи
- Виктор Цой — вокал, ритм-гитара, предварительное сведение
- Юрий Каспарян — соло-гитара, бэк-вокал (9)
- Игорь Тихомиров — бас-гитара, клавиши, программирование драм-машины Yamaha RX-5
- Георгий Гурьянов — программирование драм-машины Yamaha RX-5, бэк-вокал (7)
- Михаил Кувшинов — звукорежиссёр
- Jean Taxis, Patric Clerc, Georges Moya — сведение (Париж, Франция)